# Jiří Bittner

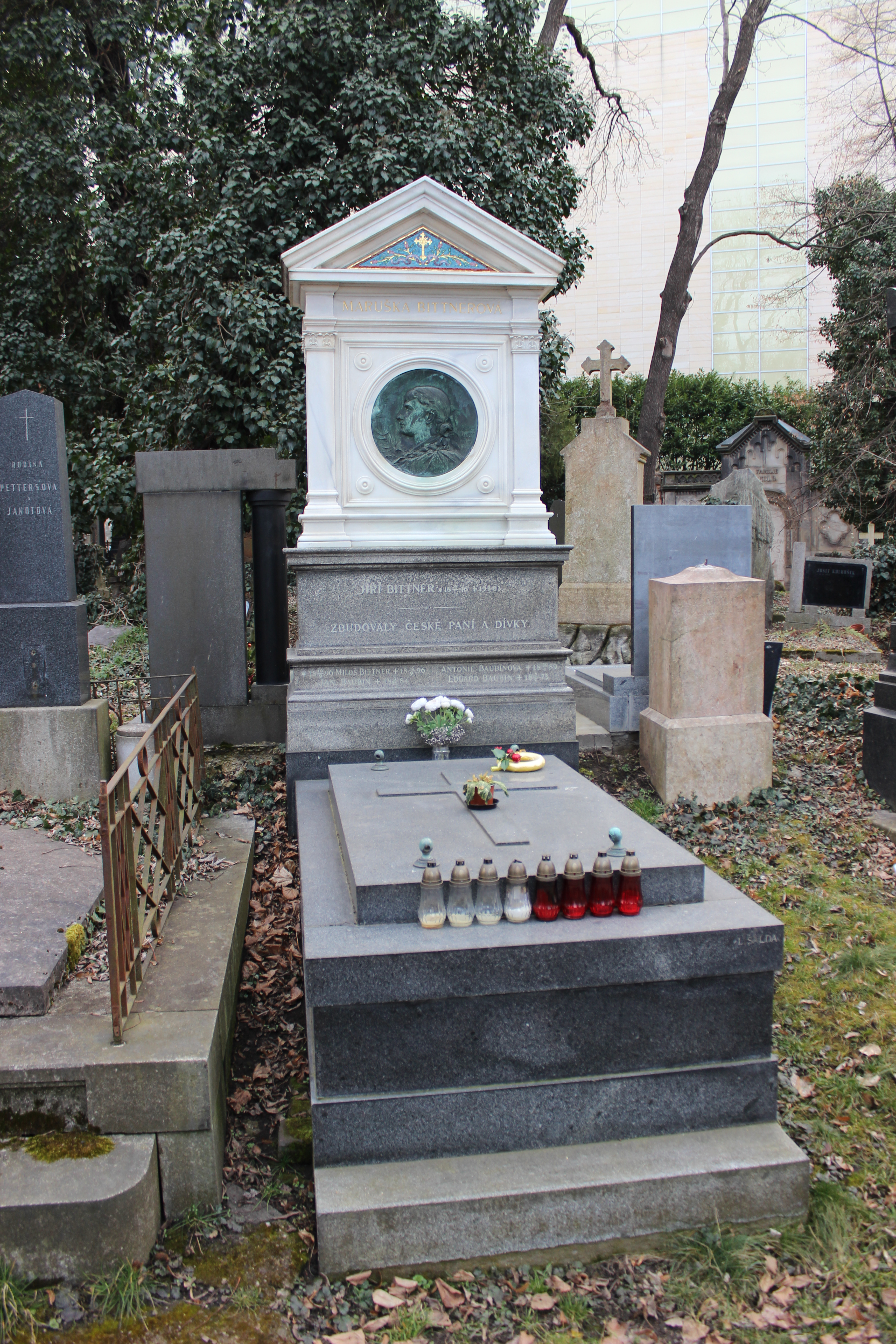
Hrob Jiřího Bittnera na Olšanských hřbitovech v Praze

Jiří Bittner (23. ledna 1846 Milavče u Domažlic – 6. května 1903 Praha) byl český herec, překladatel divadelních her, autor humoresek a memoárových črt.

## Život
Studoval reálku v Praze, v roce 1863 se zúčastnil polského povstání a byl raněn, reálku dokončil o rok později v Písku. Po skončení těchto studií se stal hercem v Kramuelově kočovné společnosti, u které zůstal až do roku 1866, kdy dobrovolně vstoupil do rakouského vojska. Po prusko-rakouské válce postupně působil v Prozatímním divadle (od roku 1866), v německém souboru Meiningenských (1877–1879), v divadle Victoria v Berlíně (1879–1880) a v letech 1881–1900 a 1901–1903 v Národním divadle v Praze.
Byl především představitelem salónních postav a složitých záporných charakterů, např. Shakespearova Jaga v Othellovi. Napsal také několik kratších próz z divadelního prostředí a překládal komedie, především z polštiny a němčiny. Jeho manželkou byla od roku 1874 herečka Národního divadla Marie Bittnerová, rozená Baubinová. Stejnojmenný herec je zmiňován ve hře Járy Cimrmana Záskok, není známo, zda se autoři hry inspirovali, nicméně popis herce ze hry odpovídá popisu reálného Bittnera.
| „                 | Jiří Bittner přežil svou Marušku jenom o pět let a několik měsíců: zemřel na jaře r. 1903. Smrt milované bytosti zkrušila jej duševně i tělesně. Po smrti Maruščině odjel nakrátko do Berlína ke svým někdejším divadelním přátelům a po návratu uchýlil se se skrovnou divadelní pensičkou do ústraní. | “ |
| — Jaroslav Kvapil | |   |

Zemřel v květnu 1903 a byl pohřben do rodinného hrobu na Olšanských hřbitovech, spolu se svou manželkou.
Jeho synovcem byl českoamerický novinář, spisovatel a humorista Bartoš Bittner, dlouhodobě působící v Chicagu.

## Zajímavosti
- Jiří Bittner se se svou manželkou stali předobrazy k manželům Bittnerovým, které ve hře Záskok popisuje divadlo Járy Cimrmana jako uprchlíky divadelní společnosti Lipany[7]